# Lucio Calpurnio Pisone Cesonino (console 148 a.C.)
Lucio Calpurnio Pisone Cesonino  (latino: Lucius Calpurnius Piso Caesoninus) (fl. II secolo a.C.) è stato un politico e generale romano.

## Biografia
Come si deduce dal nome, Cesonino apparteneva in origine alla gens Caesonia e fu poi adottato da un Lucio Calpurnio Pisone. In ogni caso Cesonino portò disonore alla sua nuova famiglia per la sua mancanza di capacità e di energia in guerra.
Nel 154 a.C. fu nominato pretore e gli fu affidata la Spagna Ulteriore, ma venne sconfitto dai Lusitani .
Fu eletto console nel 148 a.C. con Spurio Postumio Albino Magno, nell'anno in cui vi fu un grave incendio in Roma. A Cesonino fu affidato il comando delle operazioni della guerra contro Cartagine (terza guerra punica), ma la condusse senza compiere nessuna grande azione offensiva, anzi si fece battere dai difensori delle città di Clupea ed Ippona. Il popolo romano fu ampiamente contrariato da questo modo di agire e, non appena terminò l'anno consolare, Cesonino fu sostituito da Publio Cornelio Scipione Emiliano .